# روش‌های بزرگ کردن کلیتورال
بزرگ کردن کلیتوریس یک روش اصلاح بدن است که به‌منظور افزایش اندازه چوچوله و لذت جنسی به‌کار برده می‌شود. بزرگ کردن چوچوله به کمک ابزارهای مختلف انجام شده و می‌تواند دارای عوارض جانبی بالقوه باشد.
بزرگ بودن چوچوله به‌صورت مادرزادی را بزرگ‌چوچولگی یا ماکروکلیتوریس می‌نامند. بزرگ‌چوچولگی حالتی است که در آن چوچوله فرد به‌صورت مادرزادی و غیرطبیعی دارای انداز بزرگی باشد. باید توجه داشت که هر دو این حالت‌ها با بزرگ شدن چوچوله بر اثر برانگیختگی جنسی تفاوت دارد.

## هدف
انگیزه‌های افراد برای عمل بزرگ کردن چوچوله متفاوت است. زنانی که دارای چوچوله بسیار کوچک هستند ممکن است از اعمال جنسی که می‌توانند مستقیماً باعث تحریک کلیتوریس شوند، مانند روش آمیزش هم‌ترازی، لذت کافی نبردند و بنابراین می‌توانند برای افزایش لذت، اقدام به بزرگ کردن چوچوله نمایند. زنانی که دارای چوچوله‌هایی با اندازه طبیعی هستند، ممکن است بخواهند برای افزایش لذت یا جذابیت بیشتر اندازه چوچوله خود را افزایش دهند. برای این کار می‌توان از پمپ چوچوله که طرز کارش شبیه به پمپ کیر است، پیش از یا در حین خودارضایی به‌منظور دستیابی به اثر موقتی بزرگ‌شدن چوچوله بهره برد. برخی از بدنسازان زن که اقدام به ایجاد دگرگونی در بدن خود از راه تزریق هورمون تستوسترون نموده‌اند، ممکن است بهتر بتوانند از چنین تکنیک‌هایی استفاده کنند.

## روش‌ها
متداول‌ترین روش‌های بزرگ کردن چوچوله عبارتند از:
- استفاده از کرمهای حاوی آندروژن در چوچوله[۵]
- استفاده مداوم از تستوسترون برای مدت زمان طولانی به شیوه برخی از زنان بدنساز
- استفاده از پمپ چوچوله

در مورد بهترین روش اختلاف نظر وجود دارد. بسیاری ادعا می‌کنند که با پمپاژ، اندازه افزایش می‌یابد در حالی که دیگران می‌گویند تستوسترون تنها راه برای دستیابی به نتایج قابل توجه است. هر دو روش خطراتی را به همراه دارد. اگر پمپاژ اشتباه انجام شود، می‌تواند به بافت نعوظ و رگ‌های خونی آسیب برساند. استفاده از هر نوع استروئید مانند تستوسترون می‌تواند سلامتی فرد را با خطر مواجه کند؛ زیرا این ترکیبات می‌توانند اثرات سیستمیک داشته باشند.
در حالی که اثرات سیستمیک تستوسترون هم در بدن‌سازان زن و هم در مردان تراجنسی مورد انتظار و مطلوب است، اما به‌طور کلی برای اکثر خانمها نامطلوب است؛ بنابراین، یکی از مهم‌ترینپرسش‌ها این است که آیا می‌توان بدون ایجاد اثرات مردشدگی ناخواسته، کلیتوریس را بزرگ کرد؟ برای کاهش عوارض جانبی، بیشتر خانم‌ها تنها روش‌های موضعی را امتحان می‌کنند. شواهد حاکی از آن است که دی‌هیدروتستوسترون، یک آندروژن بسیار قوی، می‌تواند به‌طور مؤثر برای این منظور با حداقل عوارض جانبی استفاده شود. هیچ مطالعه علمی این اثر را در آناتومی زنان تأیید نکرده‌است، اما پژوهش‌ها با هدف درمان کوچک‌کیری نشان داده‌است که استفاده موضعی از دی‌هیدروتستوسترون در تحریک رشد کیر بسیار مؤثر است. با توجه به شباهت بیولوژیکی بین کیر و بافت چوچوله، رشد قابل توجهی در چوچوله محتمل است. خلاف تستوسترون، دی‌هیدروتستوسترون را نمی‌توان به استروژن استرادیول تبدیل کرد و در نتیجه این ماده تنها برای تولید آثار صرفاً آندروژنی مناسب است.
پمپ چوچوله یکی دیگر از روشهای کاربردی برای بزرگ کردن چوچوله است. شواهد اثبات اثربخشی آن هنوز وجود ندارد، اما همچنان یک روشی محبوب است. خطرات احتمالی پمپاژ در خلأ برای کسانی که با بزرگ کردن کیر آشنا هستند، کاملاً شناخته شده‌است. اگر فشار خلأ اعمال شده بیش از حد باشد، می‌تواند باعث ترکیدن رگ‌های خونی، کبودی، تاول زدن، آسیب به بافت نعوظ و سایر انواع تروما شود. فشار ایمن معمولاً کمتر از ۵ جیوه در خلأ یا ۱۷/۱ اتمسفر (۱۶ کیلو پاسکال) در نظر گرفته می‌شود.
یک رویکرد کمتر معمول در بزرگ کردن چوچوله، تزریق سرم نرمال سالین است.